# Джейсон Льюїс
Джейсон Льюїс (англ. Jason Lewis; нар. 25 червня 1970 року) — американський актор та фотомодель.

## Ранні роки
Льюїс народився в Ньюпорт Біч, Каліфорнія. У нього троє братів і сестер, Шон, Кеті і Ніколь. Льюїс навчався в середній школі в Лос-Аламітосі, відвідував коледж в Сан-Дієго, штат Каліфорнія. Після закінчення коледжу почав кар'єру фотомоделі, спочатку в Парижі, потім у Мілані, працюючи з такими найбільшими іменами у світі мод як Guess, Tommy Hilfiger і Hugo Boss.

## Акторська кар'єра
Джейсон Льюїс з'явився в серіалі «Беверлі-Хіллз, 90210» в 1997 році. Його найбільш помітна роль, на сьогоднішній день, в серіалі «Секс у великому місті», де в останньому сезоні він грав роль офіціанта і молодого актора Джеррі Джеррода, коханого Саманти. Він виконав ту ж роль у фільмі «Секс у великому місті».
Льюїс зіграв в декількох фільмах: в романтичній комедії «Моя наречена  Боллівуд», у трилері «Хто ви, містере Брукс?», де він співпрацював з Демі Мур і Кевіном Костнером. Також він з'явився в епізодичній ролі в серіалі" Зачаровані.
У 2010 році Льюїс знову зіграв роль Джеррі Джеррода у фільмі" Секс у великому місті-2.

## Вибрана фільмографія
- Район Беверлі-Гіллз (серіал, 7 сезон) (1996—1997)
- Зачаровані (серіал, 8 сезон) (2005—2006)
- Хто ви, містер Брукс? (2007)
- Підстава (2007)
- Секс у великому місті (2008)
- Доктор Гаус (серіал, 4 сезон, 14 епізод) (2008)
- Вбивство у спадок (2009)
- Секс у великому місті 2 (2010)
- Як я зустрів вашу маму (серіал, 5 сезон 23 серія) (2010)
- СМСуальность (фільм) (2011)